# 渭华起义
渭华起义，又稱渭華暴動，是第一次国共内战期间继清涧起义后，中国共产党陕西省委员会于1928年5月在陕西渭南和华县发动的武装暴动。暴动失败后，暴动领导人刘志丹、谢子长、潘自力、唐澍、李子洲、刘继曾创建了西北工农红军、陕东赤卫队和西北革命根据地，建立了50多个区（村）苏维埃政权，形成200平方公里的根据地，为后来从中国南方败退而来的中国工农红军提供了接应。